# Alex Hitchcock
Alex Hitchcock (* um 1990 in London) ist ein britischer Musiker (Tenorsaxophon, Komposition) des Modern Jazz.

## Leben und Wirken
Hitchcock leitete während seines Anglistikstudiums an der Universität Cambridge das Cambridge University Jazz Orchestra, mit dem er in Istanbul auftrat und mit Gareth Lockrane arbeitete. 2016 schloss er einen Postgraduiertenkurs an der Royal Academy of Music ab.
Hitchcocks Debüt-EP Live at the London and Cambridge Jazz Festivals entstand in diesem Jahr und erschien 2018, von einer landesweiten Tournee mit Auftritten im Pizza Express Jazz Club, Ronnie Scott’s, dem Love Supreme Festival und der Royal Albert Hall begleitet. 2017 spielte er im Patchwork Jazz Orchestra (The Adventures of Mr Pottercakes?); 2018 nahm er sein Debütalbum All Good Things auf, an dem James Copus (Trompete, Flügelhorn), Will Barry (Piano), Joe Downard (Bsss) und Jay Davis (Schlagzeug) mitwirkten. 15 Musiker aus Europa und Nordamerika wie Chris Cheek oder Cherise Adams-Burnett versammelte er für sein zweites Album Dream Band (2022) bei Fresh Sound Records, mit denen er in unterschiedlichen Konstellationen zwölf eigene Stücke einspielte. Des Weiteren trat er mit Musikern wie Chris Cheek, Soweto Kinch, Stan Sulzmann, Mark Lockheart, Andrew McCormack, Maria Chiara Argirò, Thibaut François, Dennis Rollins, der BBC Big Band, The Blackbyrds und dem Duo André Charlier/Benoît Sourisse auf. Aufnahmen entstanden mit der Formation Resolution 88 (Afterglow, 2016) und Joe Hill’s North Ark (2018).
Weiterhin gastierte Hitchcock auf internationalen Festivals wie dem North Sea Jazz Festival, Jazz à Vienne, dem Fano Jazz by the Sea, Festival Mas i Mas in Spanien und dem Glastonbury Festival. 2020 gehört er dem Quartett AuB an, in dem Tom Barford (Saxophon), Fergus Ireland (Bass) und James Maddren (Schlagzeug) spielen. Zu hören ist er außerdem auf Matt Ridleys Album The Antidote (2021). Hitchcock, der auch als Studiomusiker für die BBC und Channel 4 arbeitet, lebt in London.